# Revúcky mlyn
Revúcky mlyn – dolina w Wielkiej Fatrze na Słowacji. Jest lewym odgałęzieniem górnej części Necpalskiej doliny (Necpalská dolina) i wcina się w zachodnie stoki głównego grzbietu Wielkiej Fatry. Prawe zbocza tworzy niska północno-zachodnia grzęda szczytu Chyžky (1342 m), lewe Koniarky i północno-wschodnia grzęda szczytu Suchý vrch (1550 m).
Dolina opada w północnym kierunku. Ma wylot w miejscu o nazwie Balcierovo, gdzie Necpalska dolina tworzy zakręt opływając szczyt Borišov. Jest prawie w całości porośnięta lasem, jedynie jej szczytowe partie to wielkie pasterskie hale pokrywające główny grzbiet Wielkiej Fatry. Dnem dolinki spływa potok będący prawym dopływem Necpalskiego potoku (Necpalský potok). Na potoku tym znajdują się 4 wodospady; największy z nich Wodospad Revúcky mlyn ma wysokość 4 m.

## Szlaki turystyczne
Zboczami doliny, przecinając jej dno prowadzi żółto znakowany szlak łączący Necpalską dolinę z Magistralą Wielkofatrzańska ((Veľkofatranská Magistrála) biegnącą głównym grzbietem.
  Necpaly – Necpalská dolina – Balcierovo – Chata pod Borišovom. Deniwelacja 850 m, odległość 14,5 km, czas przejścia 4,20 h, ↓ 3,35 h
  Balcierovo – Revúcky mlyn – Koniarky. Deniwelacja 557 m, odległość 2,8 km, czas przejścia 1,35 h, ↓ 1,05 h